# Кравил ла Рокфор
Кравил ла Рокфор (фр. Crasville-la-Rocquefort) насеље је и општина у северној Француској у региону Горња Нормандија, у департману Приморска Сена која припада префектури Дјеп.
По подацима из 2011. године у општини је живело 220 становника, а густина насељености је износила 42,23 становника/km². Општина се простире на површини од 5,21 km². Налази се на средњој надморској висини од 95 метара (максималној 109 m, а минималној 53 m).

## Демографија
| 1962. | 1968. | 1975. | 1982. | 1990. | 1999. | 2011. |
| ----- | ----- | ----- | ----- | ----- | ----- | ----- |
| 199   | 222   | 223   | 230   | 300   | 269   | 220   |

График промене броја становника у току последњих година